# Grégory Wimbée
Grégory Wimbée (Essey-lès-Nancy, 19 augustus 1971) is een Franse voetbaldoelman die sinds 2009 voor de Franse eersteklasser Valenciennes FC uitkomt. Voordien speelde hij onder andere voor AS Nancy, OSC Lille en FC Metz.

## Carrière
- -1990: INF Clairefontaine (jeugd)
- 1990-1992: AS Nancy (jeugd)
  - 1992-1994: OFC Charleville (op huurbasis)
- 1994-1997: AS Nancy,
- 1997-1998: AS Cannes
- 1998-2004: Lille OSC
- 2004-2006: FC Metz
- 2006-2009: Grenoble Foot
- 2009-... : Valenciennes FC